# Herman Jurgens
Hermanus Johannes Martinus Jurgens (Capelle aan den IJssel, 18 juli 1884 – 7 september 1964) was een Nederlands voormalig voetballer die als aanvaller speelde.

## Interlandcarrière

### Nederland
Op 29 maart 1908 debuteerde Jurgens voor Nederland in een vriendschappelijke wedstrijd tegen België (4 – 1 winst).
| Interlands van Herman Jurgens voor Nederland | Interlands van Herman Jurgens voor Nederland | Interlands van Herman Jurgens voor Nederland | Interlands van Herman Jurgens voor Nederland | Interlands van Herman Jurgens voor Nederland | Interlands van Herman Jurgens voor Nederland |
| №                                            | Datum                                        | Wedstrijd                                    | Uitslag                                      | Soort Wedstrijd                              | Doelpunten                                   |
| Als speler bij Sparta                        | Als speler bij Sparta                        | Als speler bij Sparta                        | Als speler bij Sparta                        | Als speler bij Sparta                        | Als speler bij Sparta                        |
| -------------------------------------------- | -------------------------------------------- | -------------------------------------------- | -------------------------------------------- | -------------------------------------------- | -------------------------------------------- |
| 1.                                           | 29 maart 1908                                | België – Nederland                           | 1 – 4                                        | Vriendschappelijk                            | 0                                            |
| 2.                                           | 26 april 1908                                | Nederland – België                           | 3 – 1                                        | Vriendschappelijk                            | 0                                            |